# Bon dia, tristesa (pel·lícula de 2024)
Bon dia, tristesa (títol original en francès, Bonjour Tristesse) és una pel·lícula de drama romàntic del 2024 escrita i dirigida per Durga Chew-Bose en el seu debut com a directora de llargmetratge, basada en la novel·la de 1954 de Françoise Sagan. És protagonitzada per Lily McInerny, Claes Bang, Nailia Harzoune, Aliocha Schneider i Chloë Sevigny. És la segona adaptació cinematogràfica de la novel·la, després de la versió de 1958 dirigida per Otto Preminger, protagonitzada per Deborah Kerr, David Niven i Jean Seberg. S'ha doblat al català.
La pel·lícula es va estrenar a la secció Discovery del Festival Internacional de Cinema de Toronto el 5 de setembre de 2024. Va arribar als cinemes del Canadà el 2 de maig de 2025 amb la distribució d'Elevation Pictures.
El rodatge principal va començar el maig de 2023 a Cassís, al sud de França.